# Feitura de santo
Feitura de santo, no Candomblé e na Umbanda significa a iniciação de alguém no culto aos orixás.

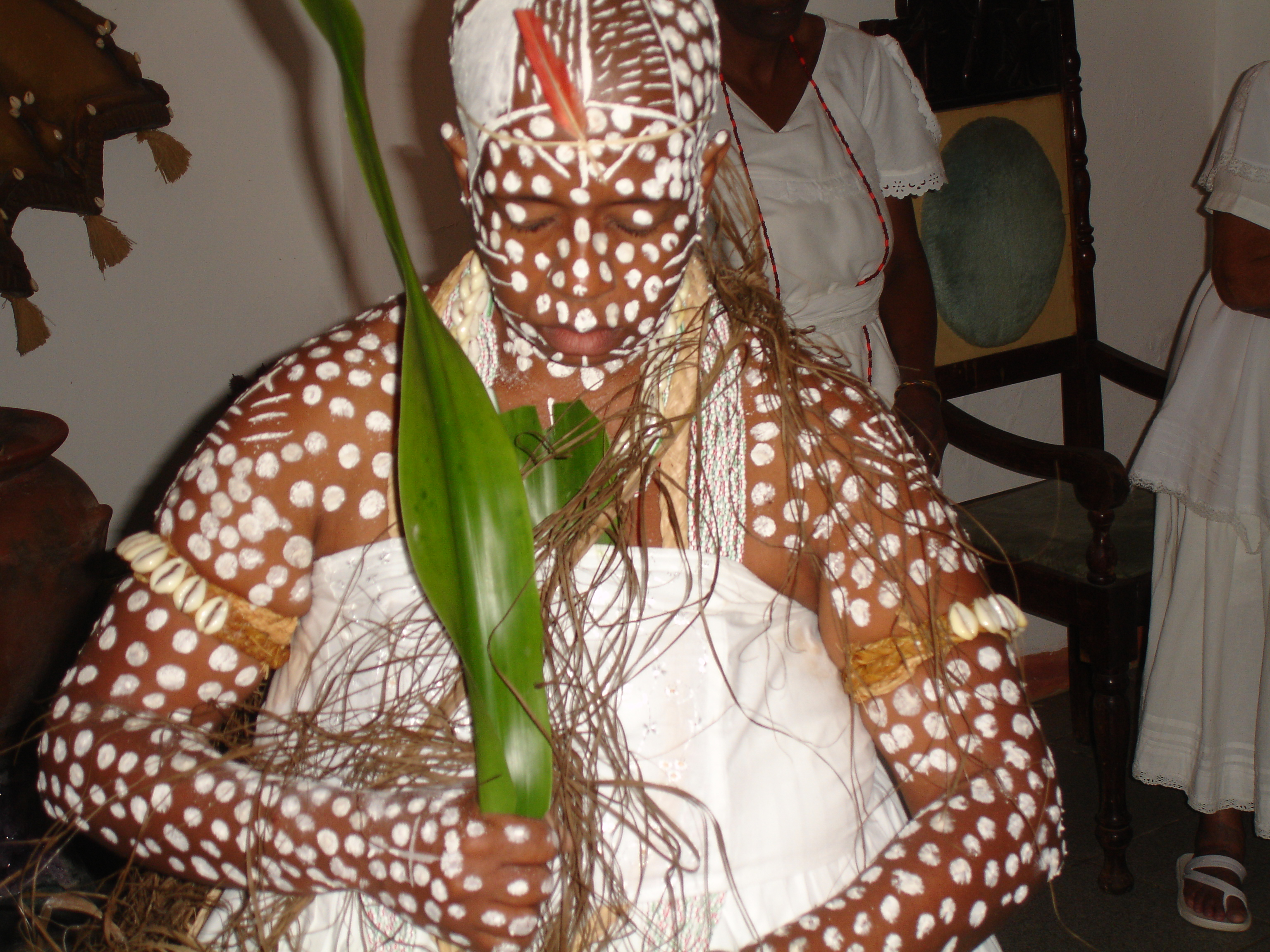
Iniciação no candomblé.

A iniciação é um rito de passagem, uma morte simbólica que transforma um homem comum em um instrumento do Orixá, em "elegun" um yawô, pessoa sujeita ao transe de incorporação , a emprestar seu corpo para que Orixá viva entre nós mais uma vez, por um período de horas ou dias.
O iniciando passa por ritos complexos, de isolamento e segregação, de silêncio absoluto, de tonsura ritual, de sacrifícios de animais, de oferendas de alimentos, de pequenos cortes (cura) para inserção de pós mágicos em seu corpo (escarificação ou cicatrizes sagradas), simbolizando uma volta ao útero da Mãe Terra, de onde renascerá, não um homem comum, mas o instrumento de um Orixá, que por sua boca e seu corpo falará e se manifestará, aumentando assim seu conhecimento e o de todos os outros crentes.
A pena vermelha, chamada ekodide, que o elegun carrega em sua cabeça, simboliza realeza, honra, status adquirido pelo fato de ele ter se iniciado para ser dedicado ao culto daquele Orixá. As pinturas em cor branca, azul e vermelha, feitas a partir de substâncias vegetais e minerais.
O bom não é suficiente, só o melhor é dado para o Orixá. Por muitos dias o neófito irá carregar consigo um colar especial de sagração no pescoço, chamado de Kelê simbolizando seu amor, devoção e sujeição ao Orixá.
Cumprirá resguardo sex, porque esta energia não pode ser desperdiçada, toda sua força energética deve estar centrada em Orixá. Comerá comidas especiais comida ritual, dormirá no chão, em uma esteira, aprenderá com os mais velhos as orações e cânticos de seu Orixá. É um tempo de amor, dedicação e aprendizado, um reaprender a viver, uma inserção do sagrado no cotidiano, uma experiência que não pode ser descrita, mas sim vivida.
E a possessão faz parte de tudo isso; um compartilhar corpo e espírito com Orixá; um ser o orixá e voltar a ser o homem; sem a menor possibilidade de interferência, em que a humildade e a submissão à vontade divina são aprendidos sem que se ensine ou aprenda, por instinto e memória ancestral.
E, ao fim de tudo, o elegun reaprende os atos do dia a dia, num ritual chamado Apanan retoma sua vida diária, mas para ele estará em primeiro lugar e sempre o Orixá.

## Umbanda
É encontrada nas vertentes mais africanistas da Umbanda como a Umbanda de Almas e Angola.